# Clube de Rugby do Técnico
Le Clube de Rugby do Técnico est un club omnisports portugais, issu de l'Institut Supérieur Technique de Lisbonne qui comprend notamment une section de rugby à XV, basé à Lisbonne.  
Le club évolue au deuxième niveau du rugby portugais, le Championnat du Portugal de rugby à XV ou Primeira Divisao.

## Historique
Le CR Técnico est fondé en 1963. Il remporte trois titre nationaux en 1981, 1998 et 2021.

## Palmarès
- Championnat du Portugal de rugby à XV (3)
  - Champion :  1981, 1998, 2021
  - Vice-Champion :

- Championnat du Portugal de deuxième division de rugby à XV (3)
  - Champion :  1965, 1980, 1986

- Coupe du Portugal de rugby à XV (4)
  - Victoires : 1969, 1971, 1973 et 1994
  - Finalistes : 2007

- Supercoupe du Portugal de rugby (1)
  - Victoires : 1994

- Coupe ibérique de rugby à XV (0)
  - Finalistes : 1999

## Joueurs internationaux
- Luis Lince Faria
- Julio Faria
- Raul Martins
- José Nunes da Silva
- Vitor Dias
- Nuno Taful
- Luis Pissara